# Elecciones generales de Puerto Rico de 1968
Se realizaron elecciones generales en Puerto Rico el 5 de noviembre de 1968. Luis A. Ferré del Partido Nuevo Progresista fue elegido como Gobernador. En las cámaras legislativas, el Partido Nuevo Progresista ganó mayoría en la Cámara de Representantes de Puerto Rico, pero el Partido Popular Democrático retuvo su mayoría en el Senado de Puerto Rico. La participación fue de un 78.4%.

## Contexto
Las elecciones del 1968 se caracterizan por ser las quintas realizadas luego del establecimiento de la Constitución de Puerto Rico de 1952, la cual se caracteriza por la institucionalización del Senado de Puerto Rico con 27 miembros y la Cámara de Representantes de Puerto Rico de 51 miembros, además del sistema de acumulación en la elección de los parlamentarios y de representación a minorías.

## Alcaldías
| Partido | Partido | Alcaldes Electos |
| ------- | ------- | ---------------- |
|         | PNP     | 27               |
|         | PPD     | 49               |
|         | PIP     | 0                |
| Total   | Total   | 76               |

Para las Elecciones del 1968, el total de alcaldías en la Isla de Puerto Rico era de 76.  Los pueblos de Canóvanas y Florida no estaban constituidos como Municipios independientes y formaban parte de los municipios de Loíza y Barceloneta, respectivamente.
El Partido Nuevo Progresista ganó el control de las Alcaldías de los Municipios de San Juan (Capital de Puerto Rico), Guaynabo, Bayamón, Cataño, Toa Baja, Corozal, Ciales, Manatí, Arecibo, Aguadilla, Moca, Aguada, Guánica, Adjuntas, Utuado, Peñuelas, Ponce, Jayuya, Juana Díaz, Santa Isabel, Villalba, Caguas, San Lorenzo, Naguabo, Fajardo,  Carolina, y Trujillo Alto. 
El Partido Nuevo Progresista dominó en todas las alcaldías de los pueblos con mayor población en la Isla (San Juan, Guaynabo, Ponce, Arecibo, Caguas, Bayamón, Trujillo Alto, Aguadilla, y Carolina), excepto por las alcaldías de Mayagüez y Humacao las cuales el Partido Popular Democrático retuvo el control.